# Белая гвардия (роман)
«Белая гвардия» — первый роман Михаила Булгакова, описывающий события Гражданской войны на Украине в конце 1918 года. Роман повествует о семье русских интеллигентов и их друзьях, которые переживают социальный катаклизм гражданской войны. Роман во многом автобиографичен, почти у всех персонажей есть прототипы — родственники, друзья и знакомые семьи Булгаковых. Декорациями романа стали улицы Киева и дом, в котором жила семья Булгаковых в 1918 году. Булгаковеды проследили судьбу многих прототипов персонажей и доказали почти документальную точность и реальность описываемых автором событий и персонажей.
В романе-реквиеме автор описывает процесс разрушения мира русской интеллигенции. Произведение задумывалось автором как масштабная трилогия, охватывающая период гражданской войны, однако была написана только первая её часть. Часть романа была впервые опубликована в журнале «Россия» в 1925 году. Полностью произведение было впервые опубликовано во Франции в 1927—1929 годах. Критикой роман был воспринят неоднозначно: советская сторона критиковала героизацию писателем классовых врагов, эмигрантская сторона — лояльность Булгакова советской власти. Произведение послужило источником для пьесы «Дни Турбиных» и последующих нескольких экранизаций.

## Сюжет

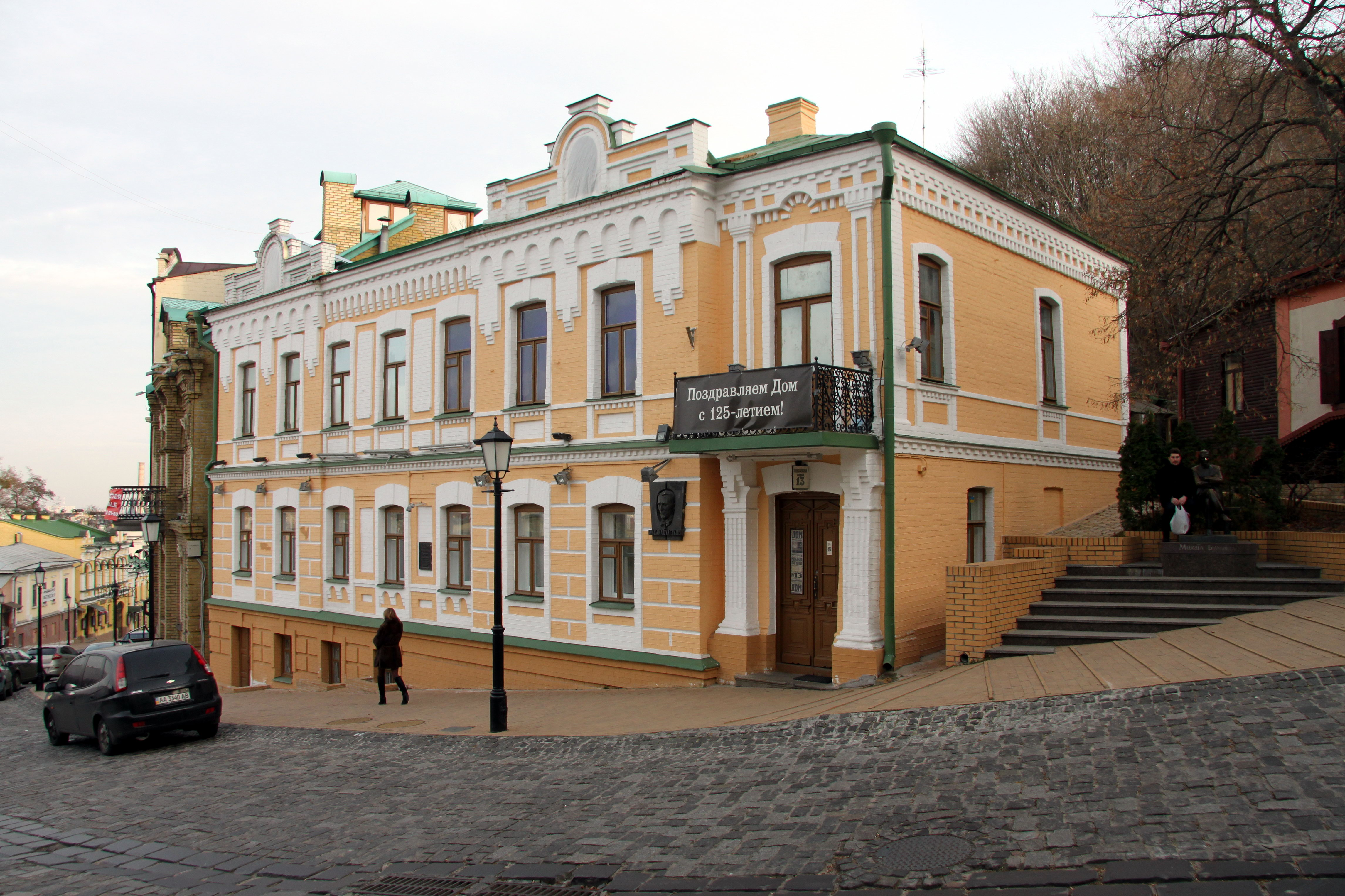
Дом Турбиных, Киев, Андреевский спуск, дом № 13, «постройки изумительной». Семья Булгаковых снимала весь второй этаж.

Действие романа разворачивается в 1918 году, когда из Города (в романе «Городом» именуется Киев) уходят немцы, оккупировавшие Украину, и его захватывают войска Петлюры. Автор описывает сложный, многогранный мир семьи русских интеллигентов и их друзей. Этот мир ломается под натиском социального катаклизма и никогда не повторится.
Герои — Алексей Турбин, Елена Турбина-Тальберг и Николка — вовлечены в круговорот военных и политических событий. Город, в котором легко угадывается Киев, оккупирован германской армией. В результате подписания Брестского мира он не попадает под власть большевиков и становится прибежищем множества русских интеллигентов и военных, которые бегут из большевистской России. В городе создаются офицерские боевые организации под покровительством гетмана Скоропадского — союзника немцев, врагов России в Первой мировой войне. На Город наступает армия Петлюры. Ко времени событий романа заключено Компьенское перемирие, и немцы готовятся покинуть Город. Фактически от Петлюры его обороняют лишь добровольцы. Понимая сложность своего положения, Турбины успокаивают себя слухами о приближении французских войск, которые высадились в Одессе и вот-вот должны прибыть в Киев.
Алексей и Николка Турбины, как и другие жители Города, идут добровольцами в отряды защитников, а Елена оберегает дом, который становится прибежищем бывших офицеров русской армии. Поскольку оборонять Город собственными силами невозможно, командование и администрация гетмана бросают его на произвол судьбы и уходят вместе с немцами (сам гетман при этом маскируется под раненого германского офицера). Добровольцы — русские офицеры и юнкера — безуспешно обороняют Город без командования против превосходящих сил противника. Часть командиров, понимая бессмысленность сопротивления, распускают своих бойцов по домам, другие деятельно организуют сопротивление и гибнут вместе с подчинёнными. Петлюра занимает Город, устраивает пышный парад, но через 47 дней вынужден сдать его большевикам.
Главный герой — Алексей Турбин — верный долгу, пытается присоединиться к своей части (не зная, что она распущена), вступает в бой с петлюровцами, получает ранение и волей случая обретает любовь в лице женщины, спасающей его от преследования врагов. Социальный катаклизм обнажает характеры — кто-то бежит, кто-то предпочитает смерть в бою. Народ в целом принимает новую власть (Петлюру) и после её прихода демонстрирует враждебность к офицерам.

## Историческая канва

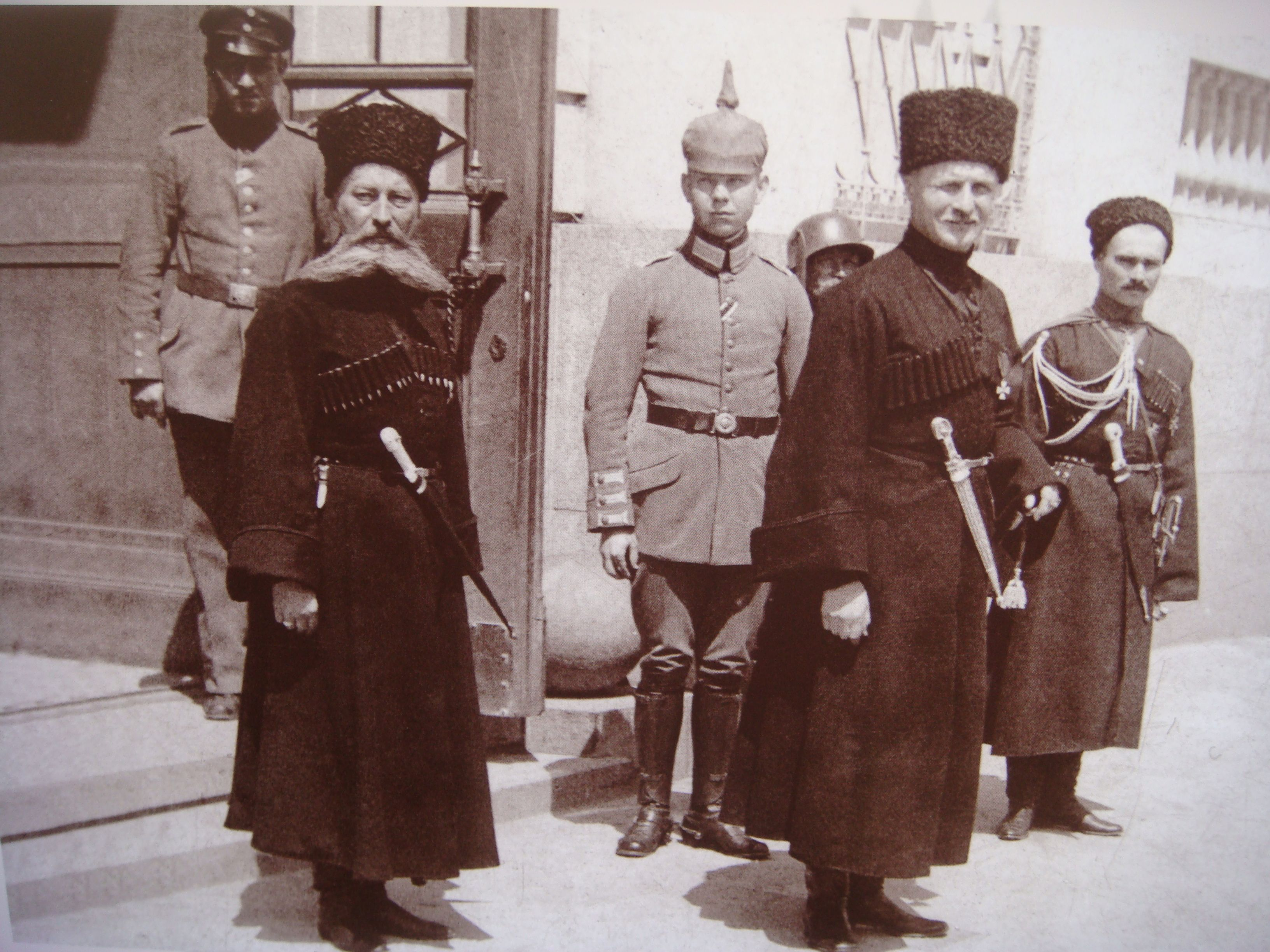
Гетман П. П. Скоропадский (в центре) у Мариинского дворца, слева направо — генеральный бунчужный (доверенный адъютант) Гнат Зеленевский и генеральный писарь (начальник канцелярии гетмана) Иван Полтавец-Остряница; на заднем плане — немецкие военнослужащие. Киев, осень 1918 года.

Исторические события, которые описываются в романе, относятся к концу 1918 года. В это время на Украине происходит противостояние между социалистической Директорией, стоящей на позициях государственной независимости Украины, и консервативной прогерманской властью гетмана Скоропадского — Гетманатом. Правительство Скоропадского всё время своего существования колебалось между украинскими «самостийниками» и русскими «белыми», не снискав в конечном итоге решительной поддержки ни у одной из этих сторон. Ввиду поражения Германии и её союзников, Скоропадский объявил о полной перемене внешнеполитического курса, отказавшись от государственной самостоятельности — «Украине… первой надлежит выступить в деле создания Российской федерации, конечной целью которой явится восстановление Великой России». В ответ на это Директория объявила Скоропадского «изменником» и подняла восстание. Одновременно на Украинскую державу начали наступление части Красной армии:265, 267. Герои романа оказываются втянутыми в эти события и, встав на сторону гетманата, защищают Киев от войск Директории.
Гетман сочувственно относился к антибольшевистскому сопротивлению, поэтому с лета 1918 года Киев стал всероссийским центром антибольшевизма. На Украине, в частности в Киеве, легально действовали «Центры» Добровольческой армии, занимавшиеся набором офицеров, здесь же шёл набор в другие антибольшевистские вооружённые силы (Астраханская, Северная, Южная, Русская народная армии), также декларировавшие восстановление «Единой и Неделимой»:265.
Поскольку немногочисленные украинские части, которые немцы позволили сформировать гетману к моменту петлюровского восстания, либо поддержали Директорию, либо были ненадёжны, гетману пришлось искать опоры в слоях населения русской ориентации, прежде всего в интеллигенции, учащейся молодёжи и офицерстве, которые и составили почти единственный контингент защитников Киева. Стали формироваться добровольческие офицерские дружины (генералов князя Святополк-Мирского и Кирпичёва, а также другие), которые выступали под трёхцветным российским знаменем и получили у киевлян прозвище «белогвардейцев». В целом население Киева осталось равнодушным к этой борьбе. При этом подавляющее большинство либеральной и правой общественности склонялось к поддержке Добровольческой армии, а не Гетманата. Последний, с его продолжающейся риторикой в стиле преодоления последствий «ига злокозненной России», угнетавшего Украину «несколько веков», так и не смог обрести безоговорочной поддержки сторонников воссоздания единой России даже во время приближения к Киеву войск Петлюры. Власть гетмана никто не желал защищать:242, 246. Распространённым мнением среди защитников Киева было «Мы подчиняемся Деникину, а за гетмана умирать не желаем». При этом, однако, русские правые круги поддерживали гетмана в борьбе с Петлюрой, в котором видели соединение двух наиболее ненавистных им зол: большевизма и сепаратизма.
Когда на Украине разгорелась война между Директорией и Скоропадским, гетману пришлось обратиться за помощью к интеллигенции и офицерству Украины, которые в большинстве поддерживали белогвардейцев. Для того, чтобы привлечь эти категории населения на свою сторону, правительство Скоропадского в газетах напечатало о якобы имеющемся приказе Деникина о вхождении войск, сражающихся с Директорией, в состав Добровольческой армии. Этот приказ был сфальсифицирован министром внутренних дел правительства Скоропадского И. А. Кистяковским, который таким образом пополнял ряды защитников гетмана. Деникин отправил в Киев несколько телеграмм, в которых отрицал факт наличия такого приказа, и выпустил воззвание против гетмана, требуя создания «демократической объединенной власти на Украине» и предостерегая от оказания помощи гетману. Однако эти телеграммы и воззвания были сокрыты, и киевские офицеры и добровольцы искренне считали себя частью Добровольческой армии.
В первых столкновениях с отрядами Петлюры немногочисленные офицерские дружины понесли поражение и заняли оборону в непосредственной близости от Киева. Вмешательство немцев, потребовавших заключения перемирия, оттянуло падение гетмана на несколько недель. Конец Украинской державы наступил после того, как немцы подписали с Петлюрой договор о «нейтралитете» — 14 декабря Киев пал:270.
Защитникам Киева была уготована трагическая судьба. При обороне, а особенно уже после занятия Киева войсками Директории, погибли сотни защитников города. Трупы многих из них были изуродованы или имели следы пыток. После того, как войска Директории оставили Киев, а большевики ещё не вошли в город, было найдено около 400 полуразложившихся трупов, преимущественно из военных. Основную массу пленных защитников города, числом до двух тысяч, победители собрали в Педагогическом музее, где и содержали несколько недель, выпуская в индивидуальном порядке на поруки. Тех же, за кого никто не хлопотал (около 450 человек), при содействии германского командования, под давлением представителя Добровольческой армии и представителей Антанты, выпустили в Германию, откуда многие из них последовали в различные белые армии.
Телеграммы и воззвания Деникина были обнародованы только после взятия Киева украинской Директорией, когда многие защитники Киева были пленены украинскими частями. Оказалось, что плененные офицеры и добровольцы не являлись ни белогвардейцами, ни гетманцами. Ими преступно манипулировали и они защищали Киев неизвестно зачем и неизвестно от кого.
Киевская «Белая гвардия» для всех воюющих сторон оказалась вне закона: Деникин от них отказался, украинцам они были не нужны, красные считали их классовыми врагами. В плен к Директории попали более двух тысяч человек, в основном это были офицеры и интеллигенция.

## Персонажи

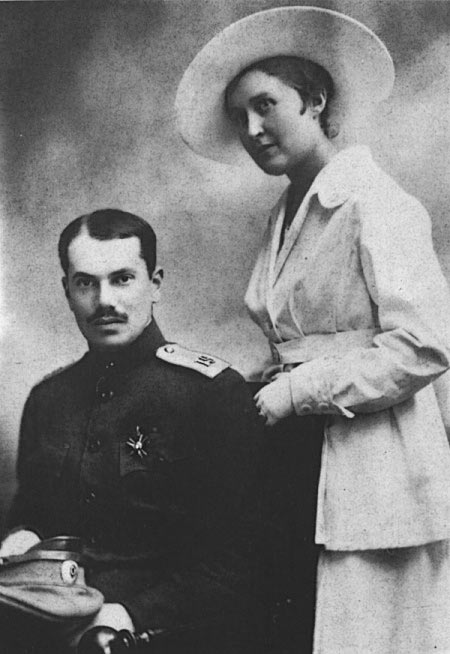
Варвара и Леонид Карум, ок. 1920 г. Прототипы Елены и Тальберга

- Алексей Васильевич Турбин — врач, 28 лет.
- Елена Турбина-Тальберг — сестра Алексея, 24 года.
- Николка — унтер-офицер Первой пехотной дружины, брат Алексея и Елены, 17 лет.
- Виктор Викторович Мышлаевский — поручик, друг семьи Турбиных, товарищ Алексея по Александровской гимназии.
- Леонид Юрьевич Шервинский — бывший лейб-гвардии уланского полка поручик, адъютант в штабе генерала Белорукова, друг семьи Турбиных, товарищ Алексея по Александровской гимназии, давний поклонник Елены.
- Федор Николаевич Степанов (Карась) — подпоручик артиллерист, друг семьи Турбиных, товарищ Алексея по Александровской гимназии.
- Сергей Иванович Тальберг — капитан Генерального штаба, служащий в гетманском военном министерстве — муж Елены, конформист.
- отец Александр — священник церкви Николы Доброго.
- Василий Иванович Лисович (Василиса) — хозяин дома, в котором Турбины снимали второй этаж.
- Ларион Ларионович Суржанский (Лариосик) — родственник Турбиных из Житомира.
- Най-Турс — полковник, командир подразделения, где служит Николка.

## Прототипы персонажей
«Белая гвардия» во многих деталях является автобиографическим романом, который основан на личных впечатлениях и воспоминаниях писателя о событиях, происходивших в Киеве зимой 1918—1919 гг. Турбины — девичья фамилия бабушки Булгакова со стороны матери. В членах семьи Турбиных без труда угадываются родственники Михаила Булгакова, его киевские друзья, знакомые и он сам. Действие романа происходит в доме, который до малейших деталей списан с дома, в котором жила семья Булгаковых в Киеве; теперь в нём расположен музей Дом Турбиных. Во враче-венерологе Алексее Турбине узнаётся сам Михаил Булгаков. Прототипом Елены Тальберг-Турбиной послужила сестра Булгакова — Варвара Афанасьевна.
Многие фамилии персонажей романа совпадают с фамилиями реальных жителей Киева того времени, либо немного изменены. По мнению историка Ярослава Тинченко, под видом мортирного дивизиона, в котором служили братья Турбины, описана дружина бойскаутов, располагавшаяся как раз в здании Александровской гимназии, и в которой, по предположению исследователя, реально служил врачом мобилизованный 11 декабря Булгаков. Этим объясняется, в частности, постоянно акцентируемые в романе (и пьесе) неопытность и юный возраст бойцов, которые были бы весьма странны в отношении реальных студентов (тогда это были в основном демобилизованные фронтовики) и тем более юнкеров, да ещё в артиллерийской части. Дружина бойскаутов, организованная городским общественным деятелем Е. Ф. Гарнич-Гарницким, состояла из киевских гимназистов и кадет от 16 лет и насчитывала три отдела по 200 человек (120 гимназистов и 80 кадет в каждом). Разумеется, боевых задач она не исполняла и предназначалась «для несения охраны и выполнения тыловых работ внутри города». Руководил дружиной военный лётчик подполковник Алексей Фёдорович Малышев, единственный, выведенный в романе под собственным именем.

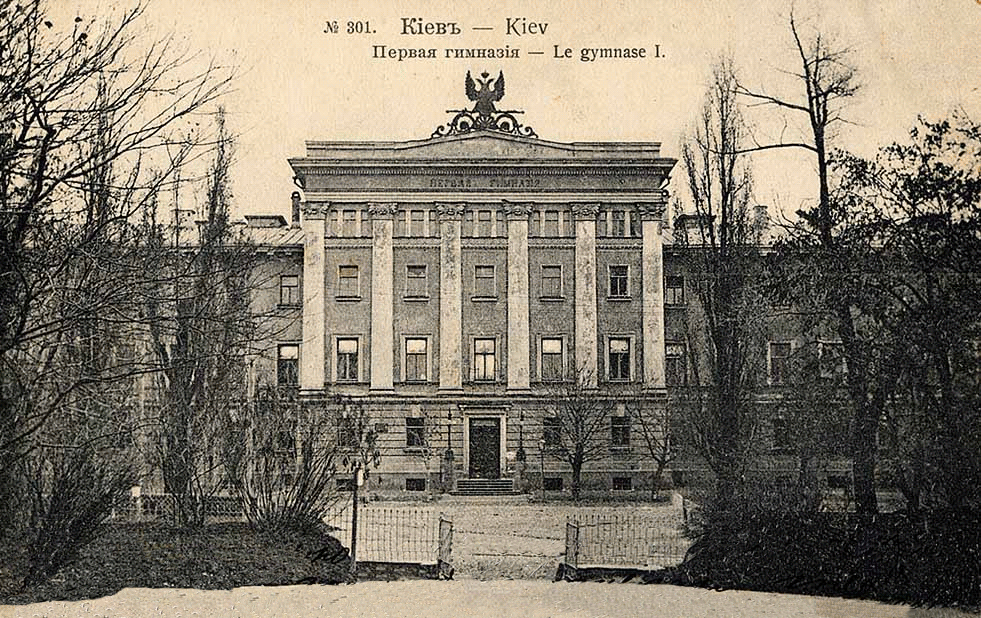
Первая киевская гимназия. «Стовосьмидесятиоконным, четырехэтажным громадным покоем окаймляла плац родная Турбину гимназия»
«Левым плечом прошёл дивизион в необъятный двусветный актовый зал… и мертвенными, бледными пятнами глядели в простенках громадные, наглухо завешанные портреты последних царей»
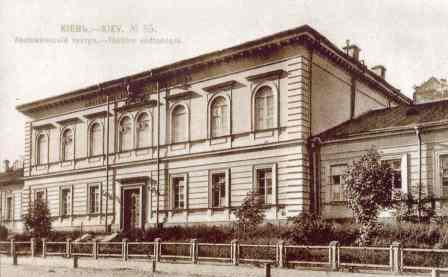
Анатомический театр Университета св. Владимира. Здесь Николка искал тело Най-Турса
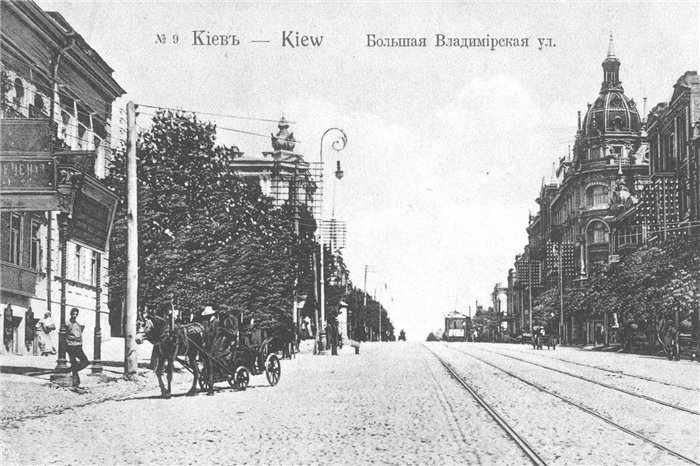
Большая Владимирская ул. у сквера Золотых ворот и угла Прорезной (здание с куполом, в нём находилось упоминаемое в романе кафе «Маркиз»). Здесь Турбин увидел петлюровцев, бегущих «в упор на него, по Прорезной покатой улице»
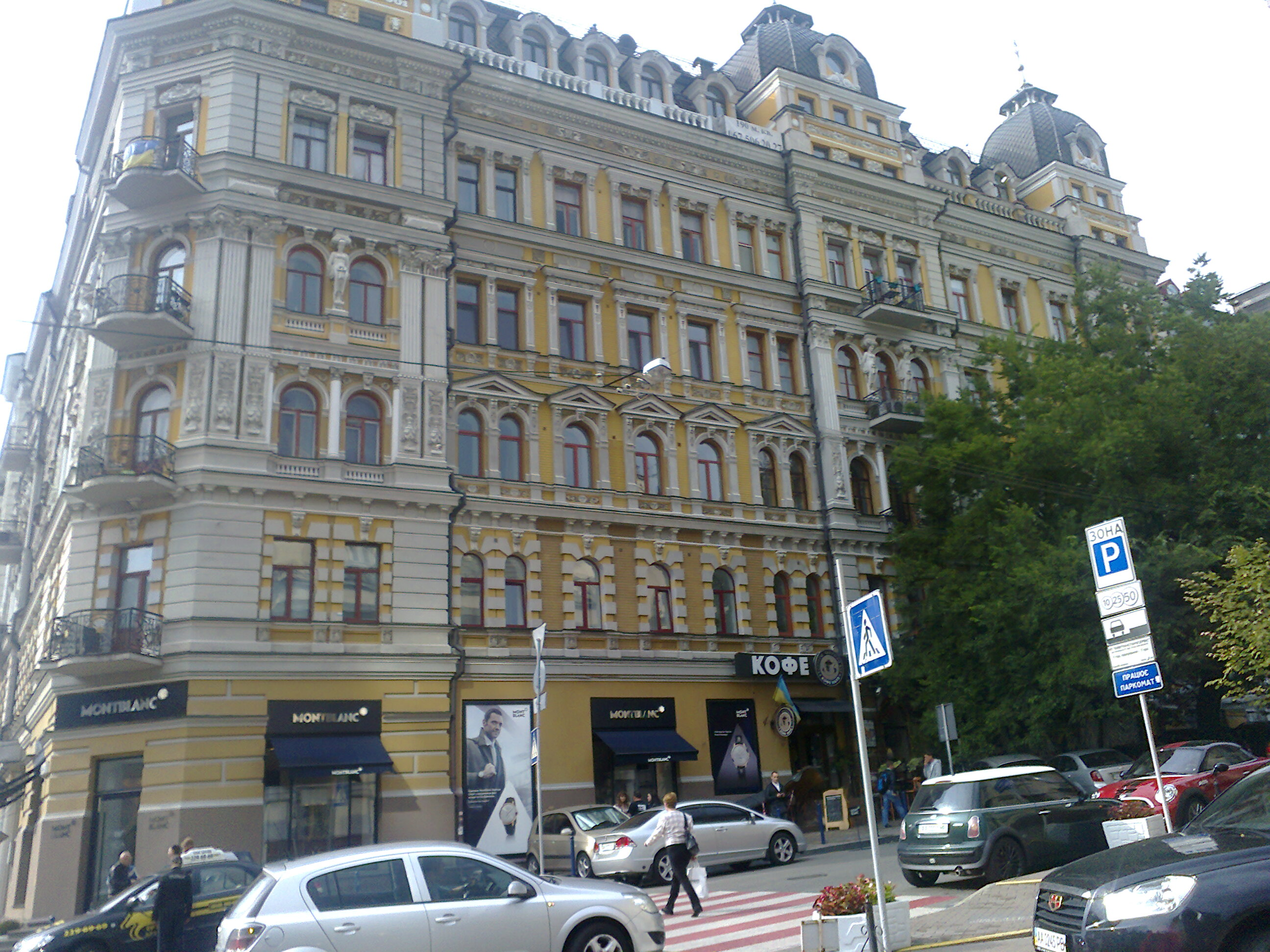
«Длинный и бесконечно высокий жёлтый ящик дома» по Театральной, 10 (ныне ул. Лысенко), где помещался магазин мадам Ольги, описанный в романе как магазин мадам Анжу — пункт записи добровольцев

### Мышлаевский
Прототипом поручика Мышлаевского мог быть друг детства Булгакова Николай Николаевич Сынгаевский. В своих воспоминаниях Т. Н. Лаппа (первая жена Булгакова) описала Сынгаевского таким:
«Он был очень красивый… Высокий, худой… голова у него была небольшая… маловата для его фигуры. Все мечтал о балете, хотел в балетную школу поступить. Перед приходом петлюровцев он пошел в юнкеры».

Т. Н. Лаппа также вспоминала, что служба Булгакова и Сынгаевского у Скоропадского свелась к следующему: 
«Пришёл Сынгаевский и другие Мишины товарищи и вот разговаривали, что надо не пустить петлюровцев и защищать город, что немцы должны помочь… а немцы все драпали. И ребята сговаривались на следующий день пойти. Остались даже у нас ночевать, кажется. А утром Михаил поехал. Там медпункт был… И должен был быть бой, но его, кажется, не было. Михаил приехал на извозчике и сказал, что всё кончено и что будут петлюровцы».
 После 1920 года семья Сынгаевских эмигрировала в Польшу.
Со слов Карума, Сынгаевский «познакомился с балериной Брониславой Нижинской, которая танцевала с Мордкиным, и при одной из перемен власти в Киеве, уехал на её счёт в Париж, где удачно выступал в качестве её партнера в танцах и мужа, хотя был на 20 лет моложе её». На самом деле Нижинская была старше Сынгаевского всего на 4 года, а Николай действительно стал её вторым мужем, долгие годы был её менеджером и умер в 1968 году. Сынгаевский подписал контракт с Дягилевым 11 ноября 1920 года в Париже. Позже Сынгаевский танцевал партию Шаха в балете «Спящая принцесса», поставленном Нижинской.
По версии булгаковеда Я. Ю. Тинченко, прототипом Мышлаевского также мог быть друг семьи Булгаковых Пётр Александрович Бржезицкий. В отличие от Сынгаевского Бржезицкий действительно был офицером-артиллеристом и участвовал в тех же событиях, про которые рассказывал в романе Мышлаевский.

### Шервинский
Прототипом поручика Шервинского стал ещё один друг Булгакова — Юрий Леонидович Гладыревский, певец-любитель, который служил в войсках гетмана Скоропадского. Гладыревский был офицером штаба князя А. Н. Долгорукова (в романе Белорукова), но не адъютантом. Генерал Долгоруков в ноябре-декабре 1918 года возглавлял войска, действовавшие на Украине против Директории УНР. В октябре 1919 года Гладыревскому пришлось защищать Киев от войск красных. В уличных боях, длившихся три дня, Гладыревский получил лёгкое ранение. Зимой 1919—1920 гг. с белыми войсками капитан Гладыревский совершил отступление в Крым. В начале 1920 года Гладыревский вновь попал на фронт и удерживал крымские перешейки. Впоследствии он эмигрировал во Францию, где с конца 1920-х гг. на концертах и благотворительных вечерах исполнял под гитару русские и цыганские песни. Гладыревский был двоюродным племянником Леонида Карума. При этом Булгаков снабдил героя фамилией своего приятеля, впоследствии знаменитого поэта-переводчика С. В. Шервинского (1892—1991), что весьма обострило отношения между ними.

### Тальберг

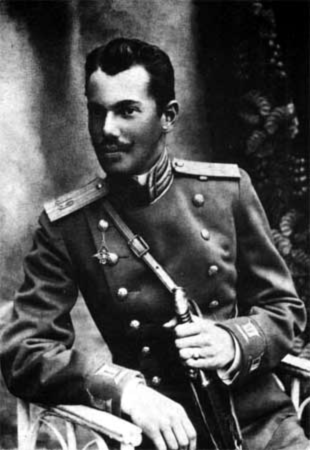
Леонид Карум, муж сестры Булгакова. Около 1916 года. Прототип Тальберга

Капитан Тальберг, муж Елены Тальберг-Турбиной, имеет много общих черт с мужем Варвары Афанасьевны Булгаковой, Леонидом Сергеевичем Карумом (1888—1968), немцем по происхождению, кадровым офицером, служившим вначале Скоропадскому, а потом большевикам. Карум написал мемуары «Моя жизнь. Рассказ без вранья», где описал в том числе события романа в собственной интерпретации. Карум писал, что он очень рассердил Булгакова и других родственников своей жены, когда в мае 1917 года надел на собственную свадьбу мундир с орденами, однако с широкой красной повязкой на рукаве. В романе братья Турбины осуждают Тальберга за то, что он в марте 1917 года «был первый, — поймите, первый, — кто пришел в военное училище с широченной красной повязкой на рукаве… Тальберг как член революционного военного комитета, а не кто иной, арестовал знаменитого генерала Петрова». Карум действительно был членом исполкома Киевской городской Думы и участвовал в аресте генерал-адъютанта Н. И. Иванова. Карум отконвоировал генерала в столицу. Впоследствии служил у Деникина и в РККА. Карум дожил до появления «Белой гвардии» в советской печати в 60-е годы и написал в связи с этим, кроме самоапологетических мемуаров, заметку о Булгакове под названием «Горе от таланта», в которой среди прочего обвинял Булгакова в том, что «его талант не был проникнут интересом к народу, марксистско-ленинским миросозерцанием, строгой политической направленностью».
Человек по фамилии Тальберг действительно служил в гетманском правительстве, но — вице-директором департамента полиции (впоследствии видный духовный писатель Николай Тальберг). Его дядя, действительный статский советник и видный деятель монархического движения в Киеве Владимир Германович Тальберг (1850 — после 1917) — тоже однофамилец булгаковского героя.

### Николка

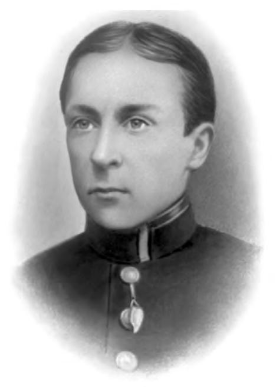
Николай Булгаков, около 1916 года. Прототип Николки Турбина

Прототипом Николки Турбина стал брат М. А. Булгакова — Николай Булгаков. События, которые происходили с Николкой Турбиным в романе, полностью совпадают с судьбой Николая Булгакова: в 1917 году по окончании Александровской гимназии он поступил юнкером в Алексеевское военно-инженерное училище, участвовал в октябрьских боях, в 1918 году поступил на медицинский факультет Киевского университета, но с началом петлюровского выступления вступил в ряды русского добровольческого формирования «кирпичевцев» (Киевская офицерская добровольческая дружина генерала Кирпичёва).
Елена Сергеевна Булгакова записала со слов жены Николая Афанасьевича семейную легенду, которая даже имела название — «Как педель Максим спас Николку»: 
«Когда петлюровцы пришли, они потребовали, чтобы все офицеры и юнкера собрались в Педагогическом музее Первой гимназии (музей, где собирались работы гимназистов). Все собрались. Двери заперли. Коля сказал: „Господа, нужно бежать, это ловушка“. Никто не решался. Коля поднялся на второй этаж (помещение этого музея он знал как свои пять пальцев) и через какое-то окно выбрался во двор — во дворе был снег, и он упал в снег. Это был двор их гимназии, и Коля пробрался в гимназию, где ему встретился Максим (педель). Нужно было сменить юнкерскую одежду. Максим забрал его вещи, дал ему надеть свой костюм, и Коля другим ходом выбрался — в штатском — из гимназии и пошел домой. Другие были расстреляны».
 Здесь неточность: пленные не были расстреляны, но около 70 из них пострадало от бомбы, брошенной 27 декабря неизвестными с автомобиля в здание музея (в основном, они были ранены осколками стеклянного купола). В числе пострадавших газеты упоминают юнкера Николая Булгакова.

### Карась
По версии М. О. Чудаковой, ссылающейся на воспоминания Т. Н. Лаппа, прототипом Карася послужил приятель Сынгаевских:
«невысокого такого роста, толстенький, лицо круглое. Симпатичный был. Вот чем занимался, не знаю».
Т. Н. Лаппа вспоминала:

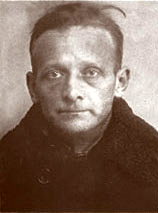
Андрей Земский. По одной из версий, прототип Карася

«Карась был точно — все его звали Карасем или Карасиком, не помню, это было прозвище или фамилия… Он был именно похож на карася — низенький, плотный, широкий — ну, как карась. Лицо круглое… Когда мы с Михаилом к Сынгаевским приходили, он там часто бывал…»
По другой версии, которую высказал исследователь Ярослав Тинченко, прообразом Степанова-Карася стал Андрей Михайлович Земский (1892—1946) — муж сестры Булгакова Надежды. 23-летние Надежда Булгакова и Андрей Земский, уроженец Тифлиса и выпускник-филолог Московского университета, познакомились в Москве в 1916 году. Земский был сыном священника — преподавателя духовной семинарии. Земский был направлен в Киев для учёбы в Николаевском артиллерийском училище. В короткие увольнительные юнкер Земский бегал к Надежде — в тот самый дом Турбиных. В июле 1917 года Земский окончил училище и был назначен в запасной артиллерийский дивизион в Царском селе. Надежда поехала с ним, но уже в качестве жены. В марте 1918 года дивизион был эвакуирован в Самару, где произошёл белогвардейский переворот. Подразделение Земского перешло на сторону белых, однако сам он в боях с большевиками не участвовал. После этих событий Земский преподавал русский язык.
Арестованный в январе 1931 года Л. С. Карум под пытками в ОГПУ дал показания, что Земский в 1918 году месяц или два числился в колчаковской армии. Земский был тут же арестован и сослан на 5 лет в Сибирь, потом в Казахстан. В 1933 году дело пересмотрели и Земский смог вернуться в Москву к семье.
Потом Земский продолжал преподавать русский язык, в соавторстве издал учебник русского языка для ВУЗов, считающийся классическим и выдержавший полтора десятка изданий.

### Лариосик

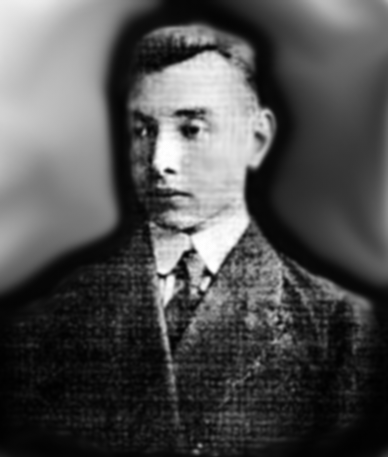
Николай Васильевич Судзиловский. Прототип Лариосика.

В своих мемуарах Л. С. Карум писал о прототипе Лариосика: 
«В октябре месяце появился у нас Коля Судзиловский. Он решил продолжать обучение в университете, но был уже не на медицинском, а на юридическом факультете. Дядя Коля просил Вареньку и меня позаботиться о нём. Мы, обсудив эту проблему с нашими студентами, Костей и Ваней, предложили ему жить у нас в одной комнате со студентами. Но это был очень шумливый и восторженный человек. Поэтому Коля и Ваня переехали скоро к матери на Андреевский спуск, 36, где она жила с Лёлей на квартире у Ивана Павловича Воскресенского. А у нас в квартире остались невозмутимый Костя и Коля Судзиловский».
Т. Н. Лаппа вспоминала, что тогда у Карумов «жил Судзиловский — такой потешный! У него из рук всё падало, говорил невпопад. Не помню, то ли из Вильны он приехал, то ли из Житомира. Лариосик на него похож».
Т. Н. Лаппа также вспоминала: «Родственник какой-то из Житомира. Я вот не помню, когда он появился… Неприятный тип. Странноватый какой-то, даже что-то ненормальное в нём было. Неуклюжий. Что-то у него падало, что-то билось. Так, мямля какая-то… Рост средний, выше среднего… Вообще, он отличался от всех чем-то. Такой плотноватый был, среднего возраста… Он был некрасивый. Варя ему понравилась сразу. Леонида-то не было…»
Николай Васильевич Судзиловский родился 7 (19) августа 1896 года в деревне Павловка Чаусского уезда Могилёвской губернии в имении своего отца, статского советника и уездного предводителя дворянства. В 1916 году Судзиловский учился на юридическом факультете Московского университета. В конце года Судзиловский поступил в 1-ю Петергофскую школу прапорщиков, откуда был исключён за неуспеваемость в феврале 1917 года и направлен вольноопределяющимся в 180-й запасной пехотный полк. Оттуда он был направлен во Владимирское военное училище в Петрограде, но был исключён и оттуда уже в мае 1917 года. Чтобы получить отсрочку от военной службы, Судзиловский женился, а в 1918 году вместе с женой переехал в Житомир к своим родителям. Летом 1918 года прототип Лариосика безуспешно пытался поступить в Киевский университет. В квартире Булгаковых на Андреевском спуске Судзиловский появился 14 декабря 1918 года — в день падения Скоропадского. К тому времени жена его уже бросила. В 1919 году Николай Васильевич вступил в Добровольческую армию, и его дальнейшая судьба неизвестна.
Брат Ю. Л. Гладыревского Николай подтвердил слова Карума, что Судзиловский был его родственником: «А Лариосик — это мой двоюродный брат, Судзиловский. Он был офицером во время войны, потом демобилизовался, пытался, кажется, поступить учиться. Он приехал из Житомира, хотел у нас поселиться, но моя мать знала, что он не особенно приятный субъект, и сплавила его к Булгаковым. Они ему сдавали комнату…»

### Другие прототипы

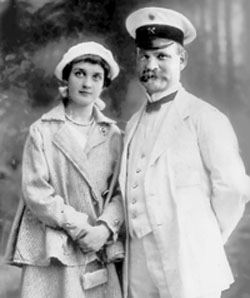
В. П. Листовничий

- Василий Иванович Лисович (Василиса) — архитектор В. П. Листовничий, владелец дома Турбиных[22]. После занятия Киева большевиками в 1919 году был арестован как заложник — представитель буржуазии, вывезен в концентрационный лагерь и по дороге убит при попытке к бегству[23].

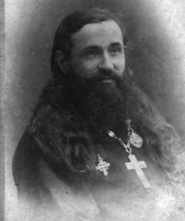
А. А. Глаголев

- Отец Александр — профессор Киевской духовной академии протоиерей Александр Глаголев[22], коллега отца Булгакова и настоятель храма Николы Доброго, прихожанами которого были Булгаковы. Именно он венчал Булгакова с Татьяной Лаппа и затем отпевал мать Булгакова. Умер в тюрьме в 1937 году.
- Прапорщик-футурист Михаил Шполянский — известный впоследствии литератор и филолог В. Б. Шкловский, тогда эсер[22]. Летом 1917 года помощник комиссара Временного правительства на Юго-Западном фронте, где лично возглавил атаку одного из полков, был ранен в живот и получил Георгиевский крест из рук Л. Г. Корнилова. Будучи автомехаником по военной специальности, у гетмана служил в 4-м автопанцирном дивизионе. Эпизод с засахариванием бензобаков броневиков Шкловский подробно описал в мемуарной книге «Сентиментальное путешествие», изданной в Берлине как раз во время работы Булгакова над романом (1923) В противоположность булгаковскому персонажу Шкловский был не большевиком, но, наоборот, членом антибольшевистского Союза Возрождения России, стоявшего на платформе Учредительного собрания; в России вел подпольную работу против большевиков, а бежав в Киев, готовил там демократический переворот, в результате которого предполагалось передать власть городской Думе. Попытка выступления была предпринята в ночь на 14 декабря, но провалилась[24].

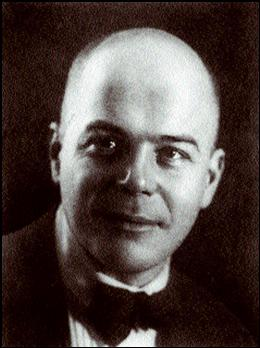
В. Б. Шкловский

- Полковник Най-Турс — по версии Я. Тинченко генерал Ф. А. Келлер[10]; по версии Б.Соколова генерал Н. В. Шинкаренко[22]. Генерал от кавалерии, бывший командир Александрийского гусарского полка Келлер был корпусным командиром Булгакова во время мировой войны; 17—27 ноября 1918 года главнокомандующий гетманскими войсками; днём 14 декабря со своим отрядом на Крещатике дал отпор наступавшим петлюровцам, но видя бессмысленность сопротивления, приказал юнкерам разбегаться и, по рассказам, сам срывал с них погоны. Он отказался от предложений немцев о спасении, не желая переодеваться в немецкую форму, был арестован и вскоре убит. Булгаков воспроизвёл некоторые его характерные особенности, бывшие результатом ранения, как и немецко-прибалтийскую картавость. Шинкаренко в это время воевал в армии Деникина и к гетманской армии никакого отношения не имел. Но в остальном Шинкаренко, в 1918 году имевший чин полковника, а начинавший войну в качестве командира эскадрона Белгородского уланского полка, ближе к образу Най-Турса (бывшего командира эскадрона «Белградского гусарского полка»), чем 60-летний военачальник Келлер. В феврале 1918 года Шинкаренко был тяжело ранен, прикрывая пулемётом бронепоезд (здесь уместно сопоставление с обстоятельствами гибели Най-Турса); с Булгаковым он мог пересечься в 1919 году на Кавказе. Впрочем, образ Най-Турса собирательный, по словам самого Булгакова — «образ отдаленный, отвлеченный. Идеал русского офицерства»[25].

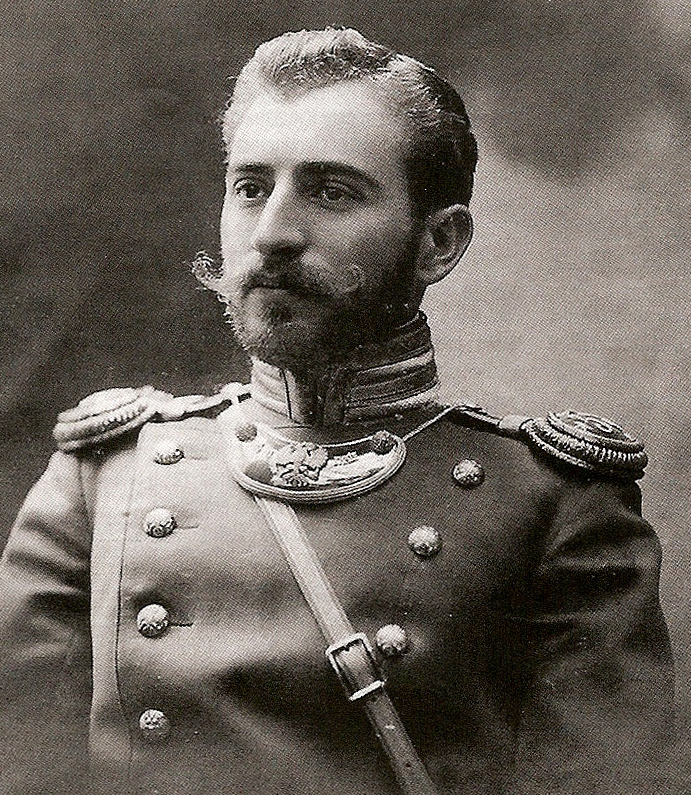
П. Ф. Болбочан

- Юлия Рейсс — сестра Николая Сынгаевского Валентина. По воспоминаниям первой жены Булгакова, В. Н. Сынгаевская была «очень такая… своеобразная девица… крикливо одевалась. Не знаю, то ли замужем она была, то ли нет». В романе Алексей Турбин, спасаясь от петлюровцев, получает прибежище в домике № 13 на Мало-Провальной, — именно в доме № 13 на улице Малоподвальной жила семья Сынгаевских. Был ли у Булгакова роман с Валентиной Сынгаевской, неизвестно. В романе у Мышлаевского и у Рейсс нос с горбинкой, — возможно, это наследственная черта Сынгаевских[26].
- Полковник Малышев — как указывалось, выведенный под своим именем военный летчик, кавалер нескольких орденов и Георгиевского оружия подполковник Алексей Фёдорович Малышев. В 1919 году Малышев был мобилизован в РККА, но перебежал к белым[источник не указан 641 день].И. Т. СтрукА. Козырь-Зирка

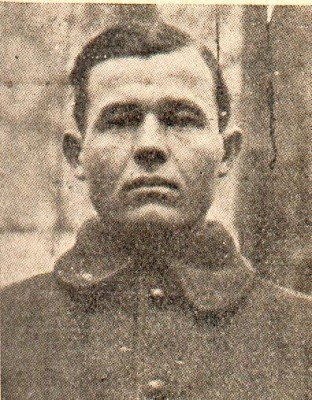
И. Т. Струк

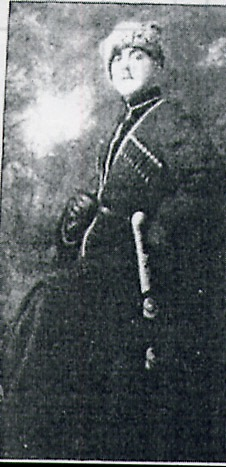
А. Козырь-Зирка

- Полковник Козырь-Лешко — по одной версии атаман И. Т. Струк, по другой полковник УНР А. Козырь-Зирка[27]. Оба находились в Киеве во время действия романа, и, при этом, числились в армии Петлюры.
- Полковник Болботун — полковник УНР П. Ф. Болбочан[10]. В ноябре 1918 года он командовал Запорожским корпусом гетманской армии и во главе его выступил в поддержку Петлюры. Впоследствии вступил в конфликт с Петлюрой и был последним расстрелян по обвинению в измене. Однако не следует искать строгого соответствия между историческим Болбочаном, бывшим кадровым российским офицером и человеком достаточно правых взглядов, и булгаковским Болботуном: Болботун является лишь командиром полка в Осадном корпусе, тогда как Болбочан сам был командиром корпуса, находившегося на Харьковщине и в осаде Киева участия не принимавшего[28]. Уже в киевской прессе времен осады фамилия Болбочана упоминалась в обобщенно-собирательном смысле, как символ «петлюровщины»[29].
- Командир Корпуса облоги полковник Торопец — командир Осадного корпуса полковник Е. М. Коновалец, впоследствии организатор ОУН, убитый П. А. Судоплатовым[30].
- Доктор Курицкий — украинский политический деятель Д. А. Одрина[31].

## История написания

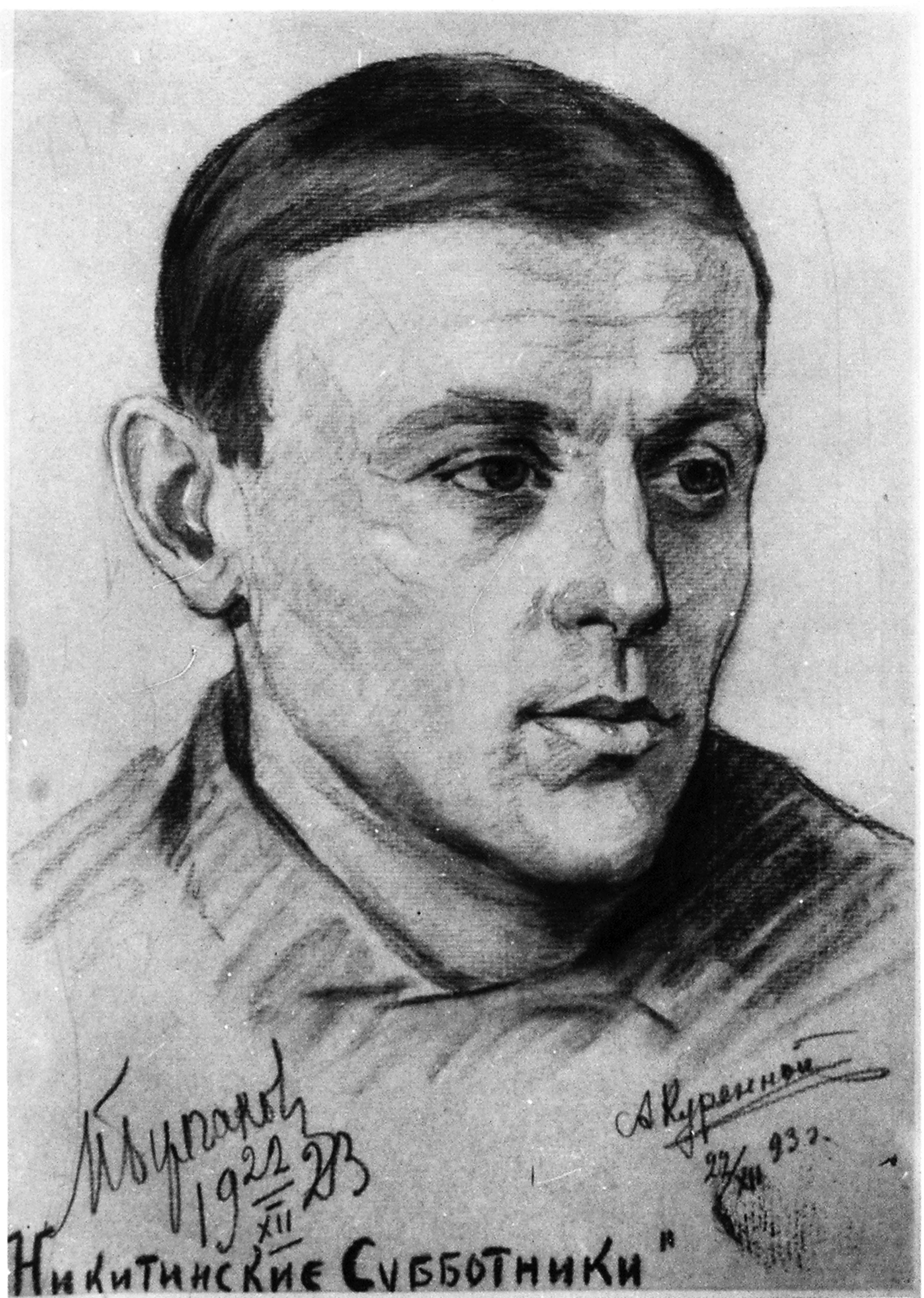
Булгаков в годы работы над романом, декабрь 1923, рис. А. А. Куренного

Временем работы Булгакова над романом принято считать 1923—1924 гг., однако эта датировка требует небольшого уточнения, — ещё в 1922 году автором были написаны некоторые рассказы, которые позднее в несколько изменённом виде вошли в роман. Именно поэтому уже в марте 1923 года в седьмом номере журнала «Россия» появилось сообщение: «Михаил Булгаков заканчивает роман „Белая гвардия“, охватывающий эпоху борьбы с белыми на юге (1919—1920)».
У романа могли быть и другие названия, — так, Булгаков выбирал между «Полночный крест» и «Белый крест». Один из отрывков ранней редакции романа в декабре 1922 года был опубликован в берлинской газете «Накануне» под названием «В ночь на 3-е число» с подзаголовком «Из романа „Алый мах“». Рабочим названием первой части романа во время написания было «Желтый прапор».
В 1923 году Булгаков писал о своей работе: «А роман я допишу, и, смею уверить, это будет такой роман, от которого небу станет жарко…» В автобиографии 1924 года Булгаков написал: «Год писал роман „Белая гвардия“. Роман этот я люблю больше всех других моих вещей».
Т. Н. Лаппа рассказывала М. О. Чудаковой: «…Писал ночами „Белую гвардию“ и любил, чтоб я сидела около, шила. У него холодели руки, ноги, он говорил мне: „Скорей, скорей горячей воды“; я грела воду на керосинке, он опускал руки в таз с горячей водой…» Насколько серьёзно и основательно относился автор к написанию своего первого романа, можно судить по рассказу Паустовского «Снежные шапки», — Булгаков специально приезжал к нему в Пушкино потому, что для работы над одной из глав романа ему было нужно посмотреть на «те маленькие сугробы снега, что за долгую зиму накапливаются на крышах, заборах и толстых ветвях деревьев». Булгаков ходил по селу в старой потертой шубе и «встряхивал ветки и следил, как снег слетает на землю и шуршит, рассыпаясь длинными белыми нитями».
Время начала работы над романом было самым тяжелым в жизни писателя, — по воспоминаниям В. П. Катаева, Булгаков в то время «бедствовал» и однажды пришел «в редакцию в пижаме, поверх которой у него была надета старая потертая шуба». В своем дневнике в начале 1922 года Булгаков отмечает: «Питаемся с женой впроголодь», «Идет самый чёрный период моей жизни. Мы с женой голодаем», «Валенки рассыпались». Булгаков перебивался сдельной работой, выполняя работу фельетониста и литературного корректора для нескольких изданий, старался вырваться из тисков бедности и нужды, пытаясь выкроить время для написания своего первого романа.
В автобиографическом очерке «Мне приснился сон» Булгаков подробно описывает, как он начал писать роман: «Я притянул насколько возможно мою казарменную лампу к столу и поверх её зелёного колпака надел колпак из розовой бумаги, отчего бумага ожила. На ней я выписал слова: „И судимы были мертвые по написанному в книгах сообразно с делами своими“. Затем стал писать, не зная ещё хорошо, что из этого выйдет. Помнится, мне очень хотелось передать, как хорошо, когда дома тепло, часы, бьющие башенным боем в столовой, сонную дрему в постели, книги и мороз. И страшного человека в оспе, мои сны. Писать вообще очень трудно, но это почему-то выходило легко. Печатать этого я вообще не собирался».

Машинистка И. С. Раабен, которая «печатала этот роман не менее четырёх раз — с начала до конца», вспоминала: 
«Поздней осенью 1921 года пришел очень плохо одетый человек и спросил, может ли она печатать ему без денег — с тем, чтобы он заплатил ей позже, когда его работа увидит свет. Я, конечно, согласилась. Он приходил каждый вечер, часов в 7-8, и диктовал по 2-3 часа, и, мне кажется, отчасти импровизировал… Первое, что мы стали с ним печатать, были „Записки на манжетах“… Он упомянул как-то, что ему негде писать… Сказал без всякой аффектации, что, добираясь до Москвы, шел около двухсот верст до Воронежа — пешком по шпалам, не было денег… Было очевидно, что ему жилось плохо, я не представляла, что у него были близкие. Он производил впечатление ужасно одинокого человека. Говорил, что живёт по подъездам. Я поила его сахарином с чёрным хлебом; я никого с ним не знакомила, нам никто не мешал».
Также Раабен утверждала, что Булгаков надиктовывал ей текст с голоса, использовал отдельные «листочки», записные книжки, но «никакой рукописи как таковой не было».
Весной 1923 года Булгаков писал в письме своей сестре Надежде: «…срочно дописываю 1-ю часть романа; называется она „Желтый прапор“». Роман в известном нам виде первоначально задумывался автором как первая часть трилогии. Вторая и последующие части, видимо, должны были повествовать о приходе в Город большевиков, затем об их отступлении под ударами деникинцев и, наконец, о боевых действиях на Кавказе. Но после раздумий о возможностях публикации подобного романа в Советской России Булгаков принял решение сместить время действия на более ранний период и исключить любые эпизоды, связанные с большевиками.
Судя по отсутствию каких-либо записей в дневнике в июне 1923 года, Булгаков, видимо, был полностью поглощен работой над романом. 11 июля Булгаков записал: «Самый большой перерыв в моем дневнике… Стоит отвратительное, холодное и дождливое лето». 25 июля Булгаков отметил: «Роман из-за „Гудка“, отнимающего лучшую часть дня, почти не подвигается».
О том, что роман закончен в черновом варианте, Булгаков сообщил Ю. Л. Слёзкину в конце августа 1923 года. В этом же письме Булгаков писал: «…но он ещё не переписан, лежит грудой, над которой я много думаю. Кое-что исправлю. Лежнев начинает толстый ежемесячник „Россия“ при участии наших и заграничных… По-видимому, Лежневу предстоит громадная издательско-редакторская будущность. Печататься „Россия“ будет в Берлине… Во всяком случае, дело явно идет на оживление… в литературно-издательском мире».
Затем в течение полугода о романе в дневнике Булгакова ничего не говорится, и лишь 25 февраля 1924 года появилась запись: «Сегодня вечером… я читал куски из „Белой гвардии“… По-видимому, и в этом кружке производило впечатление».
В. П. Катаев вспоминал: «…Булгаков читал нам свои вещи — уже не фельетоны, а отрывки из своего романа. Было даже удивительно, когда он в один прекрасный день сказал нам: „Знаете что, товарищи, я пишу роман и, если вы не возражаете, прочту вам несколько страничек“. И он прочитал нам несколько страниц очень хорошо написанного живого, острого полотна, которое потом постепенно превратилось в „Белую гвардию“…»
9 марта 1924 года в газете «Накануне» появилось следующее сообщение Ю. Л. Слезкина: «Роман „Белая гвардия“ является первой частью трилогии и прочитан был автором в течение четырёх вечеров в литературном кружке „Зеленая лампа“. Вещь эта охватывает период 1918—1919 гг., гетманщину и петлюровщину до появления в Киеве Красной Армии… Мелкие недочеты, отмеченные некоторыми, бледнеют перед несомненными достоинствами этого романа, являющегося первой попыткой создания великой эпопеи современности».

## История публикации романа

Первая публикация романа с автографом Булгакова

12 апреля 1924 года Булгаков заключил договор на издание «Белой гвардии» с редактором журнала «Россия» И. Г. Лежнёвым. 25 июля 1924 года Булгаков записал в своём дневнике: «…днём позвонил Лежнёву по телефону, узнал, что с Каганским пока можно и не вести переговоров относительно выпуска „Белой гвардии“ отдельной книгой, так как у того денег пока нет. Это новый сюрприз. Вот тогда не взял 30 червонцев, теперь могу каяться. Уверен, что „Гвардия“ останется у меня на руках». 29 декабря: «Лежнёв ведёт переговоры… чтобы роман „Белая гвардия“ взять у Сабашникова и передать ему… Не хочется мне связываться с Лежнёвым, да и с Сабашниковым расторгать договор неудобно и неприятно». 2 января 1925 г.: «…вечером… я с женой сидел, вырабатывая текст договора на продолжение „Белой гвардии“ в „России“… Лежнёв обхаживает меня… Завтра неизвестный мне ещё еврей Каганский должен будет уплатить мне 300 рублей и векселя. Векселями этими можно подтереться. Впрочем, чёрт его знает! Интересно, привезут ли завтра деньги. Не отдам рукопись». 3 января: «Сегодня у Лежнёва получил 300 рублей в счёт романа „Белая гвардия“, который пойдёт в „России“. Обещали на остальную сумму векселя…»
Первая публикация романа состоялась в журнале «Россия», 1925 год, № 4, 5 — первые 13 глав. № 6 не вышел, так как журнал прекратил своё существование. Полностью роман опубликован издательством Concorde в Париже: в 1927 году — первый том и в 1929 году в парижской издательской фирме Е. А. Бреннера «Москва» — второй том (заново выправленные автором 12—20 главы). По предположению исследователей, роман «Белая гвардия» дописывался уже после премьеры спектакля «Дни Турбиных» в 1926 году и создания «Бега» в 1928 году.
Впервые полный текст романа был издан в СССР только в 1966 году — вдова писателя, Е. С. Булгакова, используя текст журнала «Россия», неизданные корректуры третьей части и парижское издание, подготовила роман для издания Булгаков М. Избранная проза. М.: Художественная литература, 1966. Современные издания романа печатаются по тексту парижского издания с исправлениями явных неточностей по текстам журнальной публикации и корректуры с авторской правкой третьей части романа.

### Поддельное окончание
Через несколько недель после публикации первого тома в парижском издательстве Concorde, в Риге издательством «Литература» Карла Расиньша было напечатано «полное издание» романа, в котором неизвестным литератором было дописано окончание по четвёртому акту второй редакции пьесы «Дни Турбиных». В отделе рукописей Российской государственной библиотеки хранится рижский экземпляр романа с карандашной пометкой, предположительно сделанной самим Булгаковым на странице 194: «Отсюда начиная — бред, написанный неизвестно кем». Кроме окончания, в рижском издании была несколько сокращена первая часть.

### Рукопись
Рукопись романа не сохранилась.

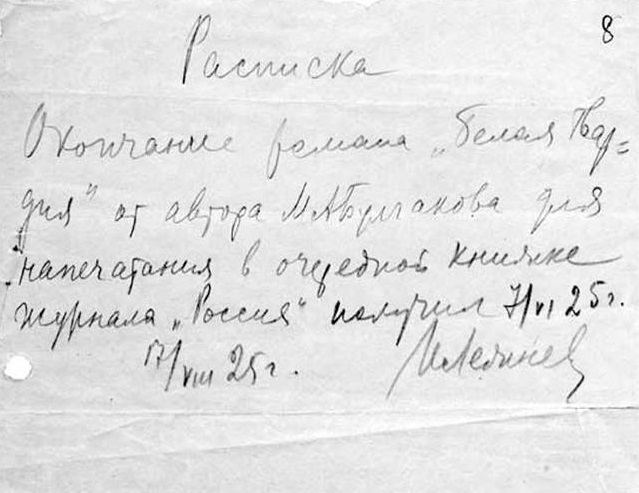
Расписка Лежнёва Булгакову, 17 августа 1925 года

До настоящего времени не определён канонический текст романа «Белая гвардия». Исследователям долго не удавалось обнаружить ни одной страницы рукописного или машинописного текста «Белой гвардии». В начале 1990-х годов была найдена авторизованная машинопись окончания «Белой гвардии» общим объёмом около двух печатных листов. При проведении экспертизы найденного фрагмента удалось установить, что текст является тем самым окончанием последней трети романа, которое готовилось Булгаковым для шестого номера журнала «Россия». Именно этот материал был сдан писателем редактору «России» И. Лежнёву 7 июня 1925 года. В этот день Лежнёв написал Булгакову записку: «Вы „Россию“ совсем забыли. Уже давно пора сдавать материал по № 6 в набор, надо набирать окончание „Белой гвардии“, а рукописи Вы не заносите. Убедительная просьба не затягивать более этого дела». И в тот же день писатель под расписку (она сохранилась) передал окончание романа Лежнёву.
Найденный фрагмент рукописи сохранился только потому, что известный редактор, а затем сотрудник газеты «Правда» И. Г. Лежнёв использовал рукопись Булгакова, чтобы наклеивать на неё, как на бумажную основу вырезки из газет своих многочисленных статей. В таком виде рукопись и была обнаружена. Найденный текст окончания романа не только существенно отличается по содержанию от парижского варианта, но и значительно острее в политическом отношении — явно просматривается стремление автора найти общее между петлюровцами и большевиками. Подтвердились и догадки о том, что рассказ писателя «В ночь на 3-е число» является составной частью «Белой гвардии».

## Посвящения
Вопрос о посвящении Булгаковым романа Л. Е. Белозерской является неоднозначным. Среди булгаковедов, родственников и близких писателя этот вопрос вызывал различные мнения. Первая жена писателя, Т. Н. Лаппа, утверждала, что в рукописных и машинописных вариантах роман был посвящён ей, а имя Л. Е. Белозерской, к удивлению и неудовольствию ближайшего окружения Булгакова, появилось лишь в печатном виде. Т. Н. Лаппа перед смертью сказала с явной обидой: «Булгаков… однажды принёс „Белую гвардию“, когда напечатали. И вдруг я вижу — там посвящение Белозерской. Так я ему бросила эту книгу обратно… Столько ночей я с ним сидела, кормила, ухаживала… он сёстрам говорил, что мне посвящает…» Сохранилось письмо сестры писателя Надежды Афанасьевны Земской к его третьей жене Е. С. Шиловской, в котором Земская от имени сестёр Булгакова обращает внимание Шиловской, что роман был написан до знакомства Белозерской с писателем, и сёстры Булгакова видели посвящение Т. Н. Лаппе, кроме этого, Земская напоминала, что писатель вообще решил изъять все посвящения из своих произведений. Однако Шиловская оставила посвящение Белозерской. В дневниках Булгакова подтверждается факт изменения посвящения в пользу Белозерской:

«У газетчика случайно на Кузнецком мосту увидал 4-й номер „России“. Там первая часть моей „Белой гвардии“… Не удержался… купил номер. Роман мне кажется то слабым, то очень сильным. Разобраться в своих ощущениях я уже больше не могу. Больше всего почему-то привлекло мое внимание посвящение. Так свершилось. Вот моя жена»— Запись в дневнике М. А. Булгакова в ночь на 28 декабря 1924 года.

## Художественные особенности
Роман безусловно автобиографичен, — почти у всех персонажей есть прототипы — родственники, друзья и знакомые семьи Булгаковых, известные политические и военные фигуры того времени. Фамилии своим героям Булгаков подбирал, слегка изменяя реальные фамилии прототипов или заимствуя у знакомых ему людей.
Булгаковеды проследили судьбу многих прототипов персонажей и доказали почти документальную точность и реальность описываемых автором событий и персонажей. Декорациями романа стали улицы Киева и дом, в котором жила семья Булгаковых.

### Символы
Роман переполнен символами: «Город» — в котором без сомнений узнается родной город писателя, улицы которого стали декорациями романа; «дом» — до малейших деталей совпадающий с домом, в котором жила семья писателя в 1918 году; «лампа» — символ уюта и замкнутого мирка Турбиных; «снег» — символ революции и гражданской войны, накрывших Город; «крест» на памятнике Святому Владимиру — символ превращения «сверкающего» «в бездонной высоте над городом» креста в «угрожающий острый меч» гражданской войны и террора.
Роман переполнен аллюзиями: так, посещение Николкой морга — это путешествие в загробный мир. Неотвратимость и ужас наступающих событий иллюстрирует наступление Апокалипсиса, в Городе появляется Шполянский — «предтеча Сатаны», после чего наступает царство Антихриста; жителям Города посылаются многочисленные знамения, которые игнорируются и остаются непонятыми.

### Концептосфера
Концептосфера романа сложна и насыщена и состоит из четырёх основных концептов — «Человек», «Дом», «Город», «Мир». Основные четыре концепта взаимосвязаны, и каждый концепт проходит через сквозные структурирующие концептосферы-антагонисты «Хаос» и «Космос».
Концепт «Город» с развитием действия претерпевает драматическую трансформацию. До начала роковых событий всех, кто находится в микрокосме Города, не покидает ощущение оптимизма, красоты, размеренности и гармонии, микрокосм Города очень уютен и светел. Вечером и ночью от Города исходит божественный свет, защищая его от темноты Хаоса. С наступлением «великого и страшного» 1918 года Город начинает жить «странною, неестественною жизнью». Город накрывает Хаос, и он превращается в Город-ловушку, Город-лабиринт, в котором пытаются выжить Турбины. Пространственная модель концепта «Мир» ориентирована по вертикали, Дом находится на втором этаже, семья Турбиных живёт наверху. Отрицательные герои живут снизу, — на первых и подвальных этажах происходят неприятные события, — именно внизу живёт несимпатичный Лисович. Концепт «Человек» делится на концепт «Человек-космос» и концепт «Человек-хаос», причём количество персонажей, создающих хаос, в романе значительно больше.
Пространство Дома представлено как «своё» пространство, которое связано с миром высокой культуры, уютом, имеет замкнутый и неподвижный характер, в противоположность «чужому» пространству, которое характеризуется безграничностью, неясностью или обманчивостью, и с ним связаны опасность и смерть. Для противопоставления этих двух типов культурного пространства Булгаков использует следующую схему противопоставлений: «дом» — чужое пространство, космос — хаос, организованность — стихийность, отграниченность — бесконечность, семья — толпа, божественное — дьявольское, уют — опасность, неподвижность — движение, любовь — смерть. Эти два типа культурного пространства пересекаются, одно пространство осуществляет нашествие на второе и точкой их пересечения становится Город.
Праиндоевропейский концепт «Дом» — это Дом Турбиных, — «мебель старого красного бархата, и кровати с блестящими шишечками, потертые ковры, […], бронзовая лампа под абажуром, лучшие на свете шкапы с книгами, пахнущими таинственным старинным шоколадом, с Наташей Ростовой, Капитанской Дочкой, золоченые чашки, серебро, портреты, портьеры, — все семь пыльных и полных комнат, вырастивших молодых Турбиных». Булгаков развивает происходящую из фольклора и часто встречающееся у писателей XIX века противопоставления «Дома» (безопасного, родного, священного) «Антидому» (опасному, чужому, дьявольскому). Уютный дом Турбиных противопоставляется бездушной квартире Лисовичей, казённые комнаты, в которых разыгрывается военная драма падения гетманата, — это Антидом, полная противоположность дому Турбиных.
Город — островок стабильности, на который надвигается Хаос, уже пожравший всю территорию за его пределами, — Марс, Венера и Луна ближе к Городу, чем Житомир, Одесса и Москва.
Другим измерением концептосферы романа, является многослойное изображение исторических событий в неисторическом виде: конкретные исторические силы и конкретные исторические события (например, осада и взятие Города войсками Петлюры) переведены автором в «бытийственный» пласт — в романе история изначально растворена в судьбах и событиях жизни героев, а значимые вехи зафиксированы на голландских изразцах знаменитой печки в спародированном виде. Течение
жизни в житейском, бытовом измерении смято, снесено историей, и неожиданно становится второстепенным по отношению к тому проступающему новому укладу жизни, что выростает на глазах. Следует также отметить отдельный концепт «убитого мира» — это одна из самых трагических интонаций романа, — уклад, мир обычной интеллигентной семьи Города сметен и разрушен, а памятником ему даже сегодня стоит дом номер 13 на Андреевском спуске.

### Опера и «оперетка»

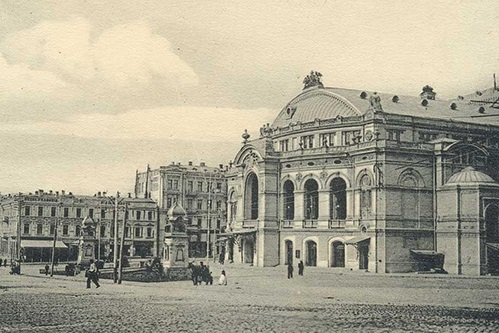
Киевская опера. Фотография ок. 1901 г.

Булгаковеды отмечают, что роман пронизан аллюзиями или упоминаниями опер, — в романе упоминаются «Черевички» («Ночь под Рождество»), «Пиковая дама», «Евгений Онегин» и «Мазепа» П. И. Чайковского, «Нерон» и «Демон» А. Г. Рубинштейна, «Фауст» Гуно, «Аида» Д. Верди, «Гугеноты» Д. Мейербера и «Кармен» Ж. Бизе, — в сюжете романа легко обнаруживаются аллюзии на сюжеты упомянутых опер. Автор противопоставляет оперу «гетманской оперетке», Турбины словно защищаются возвышенной оперой от разыгрывающейся за окном Дома «оперетки». Литературоведы отмечают, что по композиции роман близок опере «Фауст» «с его феерическими сменами декораций, с ариями, массовками и хорами». Неудивительно, что в первом романе Булгакова так много аллюзий на оперу «Фауст», — известно, что в гимназические и студенческие годы Булгаков видел эту оперу 41 раз.

### Незавершённость
Многие литературоведы обращали внимание, что сюжет романа выглядит только как часть более общего замысла и что Булгаков первоначально хотел сделать сюжетную линию более длинной. Даже само название романа говорит о том, что основное действие должно было развиваться в армии Деникина, куда, вполне вероятно, многие действующие лица романа должны были бы попасть. Ведь в романе описываются только войска гетмана, которые не имели к белой гвардии никакого отношения.
Перепечатывавшая роман машинистка И. С. Раабен утверждала, что это произведение задумывалось Булгаковым как трилогия. Вторая часть романа должна была охватывать события 1919 года, а третья — 1920 года, в том числе и войну с поляками. В третьей части Мышлаевский перешёл на сторону большевиков и служил в Красной армии.
К. М. Симонов также считал роман Булгакова неоконченным: «В моем представлении, хотя Булгаковым в конце романа „Белая гвардия“ и поставлена точка, на самом деле роман все-таки не окончен. Некоторые его сюжетные линии заставляют думать о случайности этой точки, о том, что первоначальные замыслы автора выходили далеко за пределы романа и что многим его героям предстояло ещё жить и действовать. Для меня это почти несомненно. Не потому, что я располагаю биографическими или текстологическими доказательствами этого, а потому, что это заложено в самом тексте романа, в самой его композиции, во многих его сюжетных линиях, в сущности, оборванных на полуслове».
Можно считать доказанным факт, что роман в известном нам виде являлся только первой частью задумываемой Булгаковым масштабной трилогии, так как поэт Максимилиан Волошин, расставаясь в июле 1925 года с гостившим у него в Коктебеле Булгаковым, подарил ему свой сборник «Иверни», надписав: «Дорогой Михаил Афанасьевич, доведите до конца трилогию „Белой гвардии“».

## Критика
В СССР при жизни автора роман никогда не был опубликован полностью, а издания романа за границей конца 1920-х годов были недоступны в СССР, поэтому роман не удостоился особого внимания критиков. Последующая постановка по мотивам романа «Белая гвардия» пьесы «Дни Турбиных» во МХАТе осенью 1926 года переключила внимание критики с романа на пьесу. Критики романа как на советской стороне, так и в эмиграции, восприняли роман по-разному. В большинстве все признавали литературный талант Булгакова, а претензии главным образом сводились к идеологическим вопросам, советская сторона критиковала героизацию классовых врагов, а эмигрантская — недостаточное сочувствие белому делу.
Писатель и литературовед В. В. Вересаев в 1924 году дал негативный отзыв во внутренней рецензии издательства «Недра» на «Белую гвардию». Отдавая должное достоинствам романа, отмечая «мастерство, честность и объективность автора», Вересаев вынес вердикт, что роман «неприемлем для издательства». Дело было не в цензуре, а в том, что Вересаеву роман действительно не понравился. В своём письме в апреле 1925 года Волошину Вересаев отметил: «„Белая гвардия“, по-моему, вещь довольно рядовая, но юмористические его вещи — перлы, обещающие из него художника первого ранга. Но цензура режет его беспощадно. Недавно зарезала чудесную вещь „Собачье сердце“, и он совсем падает духом. Да и живёт почти нищенски… Ангарский мне передал, что Ваше к нему письмо Булгаков взял к себе и списал его».
Известный советский критик А. К. Воронский в конце 1925 года назвал «Белую гвардию» произведением «выдающегося литературного качества», за что в начале 1926 года получил выволочку от главы РАПП Л. Л. Авербаха в журнале «На литературном посту».
На Максимилиана Волошина роман произвёл такое впечатление, что Волошин инициировал знакомство с Булгаковым и пригласил к себе в Коктебель, а 5 июля 1926 года подарил ему акварель с дарственной надписью: «Дорогому Михаилу Афанасьевичу, первому, кто запечатлел душу российской усобицы, с глубокой любовью…» Также Волошин в письме издателю альманаха «Недра» Н. С. Ангарскому (Клестову) в марте 1925 года утверждал, что «как дебют начинающего писателя „Белую гвардию“ можно сравнить только с дебютами Достоевского и Толстого».
Нарком А. В. Луначарский о романе высказался следующим образом: «Ему (Булгакову) нравятся сомнительные остроты, которыми обмениваются собутыльники, атмосфера собачьей свадьбы вокруг какой-нибудь рыжей жены приятеля…», а критик А. Р. Орлинский выступил в «Рабочей газете» со статьей «Против булгаковщины: „Белая гвардия“ сквозь розовые очки»: «„Белая гвардия“ — это политическая демонстрация, в которой Булгаков перемигивается с остатками белогвардейщины».
Пролетарский поэт А. И. Безыменский писал: «Булгаков чем был, тем и останется: новобуржуазным отродьем, брызжущим отравленной, но бессильной слюной…», а одиозный критик Я. Е. Эльсберг писал, что «„Белая гвардия“ — это контрреволюционный обывательский смешок».
Не обошёл вниманием роман и пьесу поэт Маяковский, — «Мы случайно дали возможность под руку буржуазии Булгакову пискнуть — и пискнул. А дальше мы не дадим».
Литературный критик Арьев А. Ю. назвал роман «ностальгическим „вишневым садом“ белого („контрреволюционного“) движения».
Были к Булгакову претензии и у критиков с другой стороны баррикад:

«… нет не только ни малейшего сочувствия белому делу (чего и ждать от советского автора было бы полнейшей наивностью), но нет и сочувствия людям, посвятившим себя этому делу или с ним связанным. (…) Лубок и грубость он оставляет другим авторам, сам же предпочитает снисходительное, почти любовное отношение к своим персонажам. (…) Он почти их не осуждает — да такое осуждение ему и не нужно. Напротив, оно даже ослабило бы его позицию, и тот удар, который он наносит белой гвардии с другой, более принципиальной, а потому и более чувствительной стороны. Литературный расчёт тут, во всяком случае, налицо, и он сделан правильно».— В. Ф. Ходасевич, Статья «Смысл и судьба «Белой гвардии».

«С высот, откуда ему (Булгакову) открывается вся „панорама“ человеческой жизни, он смотрит на нас с суховатой и довольно грустной усмешкой. Несомненно, эти высоты настолько значительны, что на них сливаются для глаза красное и белое — во всяком случае, эти различия теряют своё значение. В первой сцене, где усталые, сбитые с толку офицеры вместе с Еленой Турбиной устраивают попойку, в этой сцене, где действующие лица не то что осмеяны, но как-то изнутри разоблачены, где человеческое ничтожество заслоняет все другие человеческие свойства, обесценивает достоинства или качества, — сразу чувствуется Толстой».— Г. В. Адамович.
Как резюме критики, раздававшейся из двух непримиримых лагерей, можно рассматривать оценку романа И. М. Нусиновым: «Булгаков вошёл в литературу с сознанием гибели своего класса и необходимости приспособления к новой жизни. Булгаков приходит к выводу: „Всё, что ни происходит, происходит всегда так, как нужно и только к лучшему“. Этот фатализм — оправдание для тех, кто сменил вехи. Их отказ от прошлого не трусость и предательство. Он диктуется неумолимыми уроками истории. Примирение с революцией было предательством по отношению к прошлому гибнущего класса. Примирение с большевизмом интеллигенции, которая в прошлом была не только происхождением, но и идейно связана с побеждёнными классами, заявления этой интеллигенции не только об её лояльности, но и об её готовности строить вместе с большевиками — могло быть истолковано как подхалимство. Романом „Белая гвардия“ Булгаков отверг это обвинение белоэмигрантов и заявил: смена вех не капитуляция перед физическим победителем, а признание моральной справедливости победителей. Роман „Белая гвардия“ для Булгакова не только примирение с действительностью, но и самооправдание. Примирение вынужденное. Булгаков пришёл к нему через жестокое поражение своего класса. Поэтому нет радости от сознания, что гады побеждены, нет веры в творчество победившего народа. Это определило его художественное восприятие победителя».

## Булгаков о романе
Булгаков понимал истинное значение своего произведения, так как не стеснялся сравнивать его с «Войной и миром». В своём письме Советскому правительству Булгаков так охарактеризовал, что именно он описывал в романе:

«…И, наконец, последние мои черты в погубленных пьесах — „Дни Турбиных“, „Бег“ и в романе „Белая гвардия“: упорное изображение русской интеллигенции как лучшего слоя в нашей стране. В частности, изображение интеллигентско-дворянской семьи, волею непреложной судьбы брошенной в годы гражданской войны в лагерь белой гвардии, в традициях „Войны и мира“. Такое изображение вполне естественно для писателя, кровно связанного с интеллигенцией.

Но такого рода изображения приводят к тому, что автор их в СССР, наравне со своими героями, получает — несмотря на свои великие усилия стать бесстрастно над красными и белыми — аттестат белогвардейца-врага, а получив его, как всякий понимает, может считать себя конченным человеком в СССР.»— Письмо М. А. Булгакова правительству СССР, 1930.
5 января 1925 года Булгаков написал в своем дневнике: «…у меня такое впечатление, что несколько лиц, читавших „Белую гвардию“ в „России“, разговаривают со мной иначе, как бы с некоторым боязливым косоватым почтением… окрепло у меня что-то в душе. Это состояние уже дня три. Ужасно будет жаль, если я заблуждаюсь и „Белая гвардия“ не сильная вещь».
Среди произведений Булгакова не было просоветских, и это привело к пристальному вниманию властей к творчеству Булгакова. 22 сентября 1926 года Булгакова вызвали на допрос в ОГПУ. На допросе он, в частности, показал: «На крестьянские темы я писать не могу потому, что деревню не люблю. Она мне представляется гораздо более кулацкой, нежели это принято думать. Из рабочего быта мне писать трудно. Я быт рабочих представляю себе хотя и гораздо лучше, нежели крестьянский, но всё-таки знаю его не очень хорошо. Да и интересуюсь я им мало и вот по какой причине: я занят. Я очень интересуюсь бытом интеллигенции русской, люблю её, считаю хотя и слабым, но очень важным слоем в стране. Судьбы её мне близки, переживания дороги. Значит, я могу писать только из жизни интеллигенции в советской стране. Но склад моего ума сатирический. Из-под пера выходят вещи, которые порою, по-видимому, остро задевают общественно-коммунистические круги. Я всегда пишу по чистой совести и так как вижу…»

## Издания романа

### Отрывки и отдельные главы
- Отрывки из ранних редакций и отдельные главы «Белой гвардии» публиковались:
  - В ночь на 3-е число: Из романа «Алый мах» // Накануне, Берлин — М., 1922, 10 декабря, Литературное приложение;
  - Вечерок у Василисы // Накануне, Берлин — М., 1924, 31 мая; 3 июня;
  - Петлюра идет на парад // Красный журнал для всех, Л., 1924, № 6, июнь;
  - Конец Петлюры // Шквал, Одесса, 1924, № 5, май, перепечатано: // Заря Востока, Тифлис, 1924, 2 ноября.

### Издания с полным текстом романа
- Белая гвардия // Россия, М., 1925, — (первые 13 глав), № 4 (февраль) — 1 часть, № 5 (апрель) — 2 часть.
- Булгаков М. А. Дни Турбиных (Белая гвардия). Т. 1. Париж: Concorde, 1927; Т.2 — 1929 (без указания издательства). Второй том этого издания был переиздан в 1929 г. рижским издательством «Книга для всех» под названием «Конец белой гвардии».
- Булгаков М. А. Белая гвардия (Дни Турбиных). Рига: Наша библиотека, 1927 (с сокращенной частью 1 и поддельным окончанием).
- Булгаков М. Избранная проза. М.: Художественная литература, 1966.
- Булгаков М. А. Из лучших произведений: Грядущие перспективы. Собачье сердце. Белая гвардия. Бег. Великий канцлер. / Подготовка текста, предисл., коммент. В. И. Лосева. М.: ИЗОФАКС, 1993.
- Булгаков М. А. Белая гвардия / Подготовка текста и послесл., публикация 21 главы И. Ф. Владимирова. М.: Наш дом — L’Age d’Homme, 1998.
- Булгаков М. А. Белая гвардия; Повести; Рассказы — М.: АСТ, 2004. — 717 с.

В последние годы роман постоянно переиздаётся различными издательствами. В 2013-м он был включён в список «100 книг», рекомендованных школьникам Министерством образования и науки РФ для самостоятельного чтения.

## Театральные постановки
- 1926 — МХАТ, «Семья Турбиных».
- 1991 — МХАТ им. М. Горького, постановка Татьяны Дорониной[71].
- 2004 — Московский художественный театр им. А. П. Чехова, режиссёр Сергей Женовач[72][73].
- 1993 — Театр имени Моссовета, режиссёр Павел Хомский[74].

## Экранизации
До 2011 года сам роман не экранизировался, — в 1970 году вышел художественный фильм «Бег» режиссёров Александра Алова и Владимира Наумова, снятый по мотивам произведений М. А. Булгакова «Бег», «Белая гвардия» и «Чёрное море». В 1976 году вышел фильм режиссёра Владимира Басова «Дни Турбиных» — являющийся экранизацией пьесы «Дни Турбиных», а не самого романа, — пьеса и роман имеют значительные отличия. Впервые собственно роман был экранизирован как восьмисерийный телесериал режиссёром Сергеем Снежкиным в 2012 году. Фильм вышел на экраны во время президентской кампании 2012 года и содержал много спорных идеологических отступлений от оригинального текста и придуманных сценаристами сцен и поворотов сюжета. Большинство критиков, отмечая ансамбль известных и популярных актёров, отмечают и неудачу режиссёра, а также критикуют вольное обращение с оригинальным текстом. Критики отмечают, что описанная Булгаковым в романе трагедия в интерпретации Снежкина превратилась в постмодернистскую комедию.

## Комментарии
1. ↑  

«Украинская армия и приказ генерала Деникина Нам сообщают из вполне авторитетного источника, что вчера в правительственных кругах известный приказ генерала Деникина о подчинении ему всех войск, сформировавшихся на территории России послужил предметом оживленного обмена мнениями. Некоторые члены правительства высказывались при этом в том смысле, что этот приказ является обязательным для украинской армии. Как нам передают, таково же мнение и руководящих украинских военных кругов. Таким образом весьма вероятно, что украинская армия будет объявлена подчиняющейся генералу Деникину, причем командование этой армией будет возложено на одного из русских боевых генералов, занимающего в настоящее время высокий пост на Украине.»— «Киевская мысль», 14 (2) ноября 1918 года, № 214.
2. ↑  

«Протокол допроса. 1931 года февраля 3-го дня. Я, Уполномоченный ДТО ОГПУ ЮЗ’а Безкровный допросил сего числа обвиняемого Бржезицкого Петра Александровича, который показал:

В предыдущем моем показании мною укрыта служба в армии Гетмана, укрываемая до последнего времени по причине своего малодушия. Из Киева уехал эшелоном в Германию. При Гетмане служил сторожем при автомобильном гараже Кр. Креста. Затем попал в организацию для защиты Киева от Петлюровцев. В ней служил около месяца в качестве рядового. Был на позиции у Красного трактира и недалеко от станции Жулян. Затем самовольно бросил позицию и ушел в город, а дней через десять уехал в Германию с эшелоном».— Показания Бржезицкого на допросе в ОГПУ.
3. ↑  Очевидно, имелся в виду электрический крест на памятнике Святому Владимиру, возникающий в начале и в конце романа и символизирующий вечные христианские ценности[источник не указан 641 день].
4. ↑  Ирина Сергеевна фон Раабен — урождённая графиня Каменская, дочь генерал-майора С. Н. Каменского (1868—1951).
5. ↑  Первая жена Булгакова впоследствии ревниво и скептически отреагировала на воспоминания Раабен: «Я была ревнивая… Зачем это — „жил по подъездам“, когда у него была прекрасная квартира… „Двести верст по шпалам“… Он ей просто мозги запудривал. Он любил прибедняться, чтобы вызвать к себе жалость. Печатать он ходил. Только скрывал от меня. У него вообще баб было до черта».
6. ↑  «Россия» («Новая Россия») — общественно-литературный ежемесячный журнал; выходил в 1922—1926 годах под редакцией публициста И. Г. Лежнёва.
7. ↑  Как позднее выяснилось, владельцем этого издательства был издатель журнала «Россия» Каганский и издательством была выпущена единственная книга — 11 глав романа «Белая гвардия».